# Allonuncia
Allonuncia is een geslacht van hooiwagens uit de familie Triaenonychidae.
De wetenschappelijke naam Allonuncia is voor het eerst geldig gepubliceerd door Hickman in 1958. 

## Soorten
Allonuncia is monotypisch en omvat slechts de volgende soort:
- Allonuncia grandis